# W.A.S.P. (album)
W.A.S.P. er W.A.S.P.'s debut-album. Udkommet i 1984.

## Tracks
- Alle sange er skrevet af Blackie Lawless, undtagen 3 og 9.

1. "I Wanna Be Somebody" – 3:43
2. "L.O.V.E. Machine" – 3:51
3. "The Flame" (Lawless/Holmes/J Marquez) – 3:41
4. "B.A.D." – 3:56
5. "School Daze" – 3:35
6. "Hellion" – 3:39
7. "Sleeping (In the Fire)" – 3:55
8. "On Your Knees" – 3:48
9. "Tormentor" (Lawless/Holmes) – 4:10
10. "The Torture Never Stops" – 3:56

### 1998 CD reissue med bonus tracks
- "Animal (Fuck Like a Beast)" – 3:06 – udgivet som Single
- "Show No Mercy" – 3:38
- "Paint It Black" (Rolling Stones) – 3:27

## Credits

### W.A.S.P.
- Blackie Lawless – bass, lead vocals
- Chris Holmes – lead & rhythm guitars
- Randy Piper – lead & rhythm guitars, backing vocals
- Tony Richards – drums, backing vocals